# BBC Nyon
Il BBC Nyon è una squadra svizzera di pallacanestro, con sede a Nyon.
Nasce il 29 aprile 1991 sulle ceneri dello storico Nyon Basket.

## Palmarès
- NLB: 2018-19

## Roster 2023-24
| Basket Ball Club de Nyon 2023-24 | Basket Ball Club de Nyon 2023-24 |
| Giocatori                        | Staff tecnico                    |
| -------------------------------- | -------------------------------- |

| N. | Naz.                                     | Ruolo | Nome                           | Anno | Alt.   | Peso |  |
| -- | ---------------------------------------- | ----- | ------------------------------ | ---- | ------ | ---- |  |
| 1  | Stati Uniti (bandiera)                   | AC    | Frederick Gates                | 2000 | 198 cm |      |  |
| 4  | Svizzera (bandiera)                      | P     | Jérémy Jaunin (C)              | 1991 | 170 cm |      |  |
| 6  | Senegal (bandiera)                       | A     | Maleye N'Doye                  | 1980 | 204 cm |      |  |
| 7  | Stati Uniti (bandiera)                   | PG    | Jordan Davis                   | 1998 | 190 cm |      |  |
| 8  | Svizzera (bandiera)                      | AP    | Joël Wolfisberg                | 1995 | 193 cm |      |  |
| 9  | Svizzera (bandiera)                      | PG    | Justin Solioz                  | 2000 | 189 cm |      |  |
| 10 | Svizzera (bandiera) · Francia (bandiera) | AG    | Axel Ugurtas                   | 2004 | 200 cm |      |  |
| 12 | Svizzera (bandiera)                      | AG    | Kevin Martina                  | 2001 | 203 cm |      |  |
| 14 | Svizzera (bandiera)                      | A     | Benoît Prince                  | 2002 | 190 cm |      |  |
| 55 | Svizzera (bandiera)                      | PG    | Mario Gull                     | 1998 | 195 cm |      |  |
| -  | Stati Uniti (bandiera)                   | A     | Xavier Ford dal 9 gennaio 2024 | 1993 | 201 cm |      |  |

| Allenatore                                                           |
| - Stefan Ivanović                                                    |
| Assistente/i                                                         |
| - Julie Le Bris Legenda - (C) Capitano - (IN) Inattivo - Infortunato |

## Cronologia allenatori
- 1999-2002:  Gianpaolo Pattelli
- 2002-2003:  Piero-Alain Landenbergue e  Robert Margot poi  Claude Ciani
- 2003-2005:   Jon Ferguson
- 2005-2008:  Gianpaolo Pattelli
- 2008:  Mario De Sisti
- 2008:  Robert Margot
- 2008-2009:  Hugues Occansey
- 2009:   Andrea Petitpierre
- 2010:  Alain Thinet
- 2010-2012:   Jon Ferguson
- 2012-2013:   Rodrigue M'Baye
- 2013-2015:  Julie Le Bris
- 2015-2017:  Fabrice Rey
- 2017-2018:  Julie Le Bris
- 2018-2021:   Alain Attalah
- 2021-2024:  Stefan Ivanović
- 2024-:  Maleye N'Doye